# محمد زحل
محمد زحل (مواليد 1943 - توفي 23 أغسطس 2017) عالم وداعية مغربي، درس على كبار المشايخ بمراكش وانتقل منها إلى الدار البيضاء حيث أمضى 55 عاما على المنابر وفي حلق العلم يعظ الناس ويفقههم في شؤون دينهم. كان رئيس رابطة علماء المغرب العربي، وعضو مؤسس بمنظمة الاتحاد العالمي لعلماء المسلمين.

## المولد و المنشأة
ولد محمد زحل عام 1943 في بلدة تيلوى دوار إكوزلن - إقليم الصويرة على الساحل الغربي للمحيط الأطلسي. تلقى الراحل تعليمه الأول بالمدرسة «الجازولية»، ثم بالمدرسة «الهاشمية» تحت إشراف الشيخ البشير بن عبد الرحمن توفيق، والد الدكتور محمد عز الدين توفيق، ثم بمعهد تارودانت، ثم بمراكش في التعليم النظامي.
في أوائل سبعينيات القرن 20 شارك الشيخ محمد زحل في تأسيس الحركة الإسلامية بمعية عبد الكريم مطيع وإبراهيم كمال وعبد اللطيف عدنان وعلال العمراني وعمر عصامي وإدريس شاهين وآخرين.
وفي عام 1984 أسس زحل مجلة «الفرقان» وتولى إدارتها لعشر سنوات بمعية الدكتور سعد الدين العثماني الذي شغل منصب رئيس الحكومة المغربية.
وأصدر خلال مساره عدة أشرطة من دروس ومحاضرات.

## وفاته
توفي زوال يوم الأربعاء 23 أغسطس 2017 في مدينة الدار البيضاء عن عمر ناهز 74 عاما.

## من مؤلفاته
- تحقيق كتاب الكبائر.

## وصلات خارجية
- (فيديو): الشيخ محمد زحل يتحدث عن حياته.